# 李祖白 (军事人物)
李祖白（1887年—1960年），字健中，号生成，中国浙江省丽水人，国民革命军中将。
李祖白毕业于浙江陆军讲武堂，1933年被任命为国民革命军第79师237旅少将旅长，1936年升任副师长，率部参加抗日战争，1939年升任29军副军长兼79师师长，不久被任命为国民政府军事委员会参议，中将军衔，旋被解职，回乡隐居。隐居期间同中国共产党地下组织取得联系，曾出面保护过中共特工人员。